# Інмакулада Варас
Інмакулада Варас (ісп. Inmaculada Varas; нар. 8 грудня 1964) — колишня іспанська тенісистка.
Найвищу одиночну позицію світового рейтингу — 174 місце досягла 24 жовтня 1988, парну — 244 місце — 18 липня 1988 року.

## Фінали ITF
| Турніри $25,000 |
| Турніри $10,000 |

### Одиночний розряд: 6 (5–1)
| Результат | Ранг | Дата            | Турнір                | Покриття | Суперниця         | Рахунок       |
| --------- | ---- | --------------- | --------------------- | -------- | ----------------- | ------------- |
| Перемога  | 1.   | 29 червня 1987  | Бриндізі, Італія      | Ґрунт    | Сара Салліван     | 6–2, 6–0      |
| Перемога  | 2.   | 20 липня 1987   | Сецце, Італія         | Ґрунт    | Сабріна Луккі     | 6–2, 6–1      |
| Поразка   | 1.   | 21 вересня 1987 | Валенсія, Іспанія     | Ґрунт    | Марія Хосе Льорка | 6–2, 1–6, 2–6 |
| Перемога  | 3.   | 30 травня 1988  | Адрія, Італія         | Ґрунт    | Габі Кастро       | 7–5, 3–6, 6–3 |
| Перемога  | 4.   | 17 лютого 1992  | Албуфейра, Португалія | Тверде   | Антонела Война    | 6–4, 6–3      |
| Перемога  | 5.   | 30 серпня 1993  | Масса, Італія         | Ґрунт    | Мелані Шнелль     | 7–6, 6–2      |

### Парний розряд: 4 (0–4)
| Результат | Ранг | Дата            | Турнір            | Покриття | Партнерка               | Суперниці                           | Рахунок       |
| --------- | ---- | --------------- | ----------------- | -------- | ----------------------- | ----------------------------------- | ------------- |
| Поразка   | 1.   | 16 вересня 1985 | Майорка, Іспанія  | Ґрунт    | Ніноска Соуто           | Карін Баккум Ніколе Мунс-Ягерман    | 4–6, 0–6      |
| Поразка   | 2.   | 21 вересня 1987 | Валенсія, Іспанія | Ґрунт    | Марія Хосе Льорка       | Роса Б'єльса Елена Герра            | 3–6, 6–3, 3–6 |
| Поразка   | 3.   | 18 вересня 1989 | Порту, Португалія | Ґрунт    | Вірхінія Руано Паскуаль | Ханет Соуто Роса Б'єльса            | 6–3, 3–6, 4–6 |
| Поразка   | 4.   | 19 липня 1993   | Більбао, Іспанія  | Ґрунт    | Сільвія Рамон-Кортес    | Марія Фернанда Ланда Софія Празеріс | 4–6, 4–6      |